# 大村乡 (南宫市)
大村乡，是中华人民共和国河北省邢台市南宫市下辖的一个乡镇级行政单位。

## 行政区划
大村乡下辖以下地区：
大村、小村、车坊村、北冯家村、邢家庄村、花盆村、大道李村、小王庄村、北孟村、杜家庄村、南冯家村、后水牛屯村、前水牛屯村、独水张家庄一村、独水张家庄二村、独水张家庄三村、白家庄村、后魏村、前魏村、康家庄村、董村、靳家寨村、果照村、许张家庄村和许家庄村。